# Aerodrome Traffic Zone

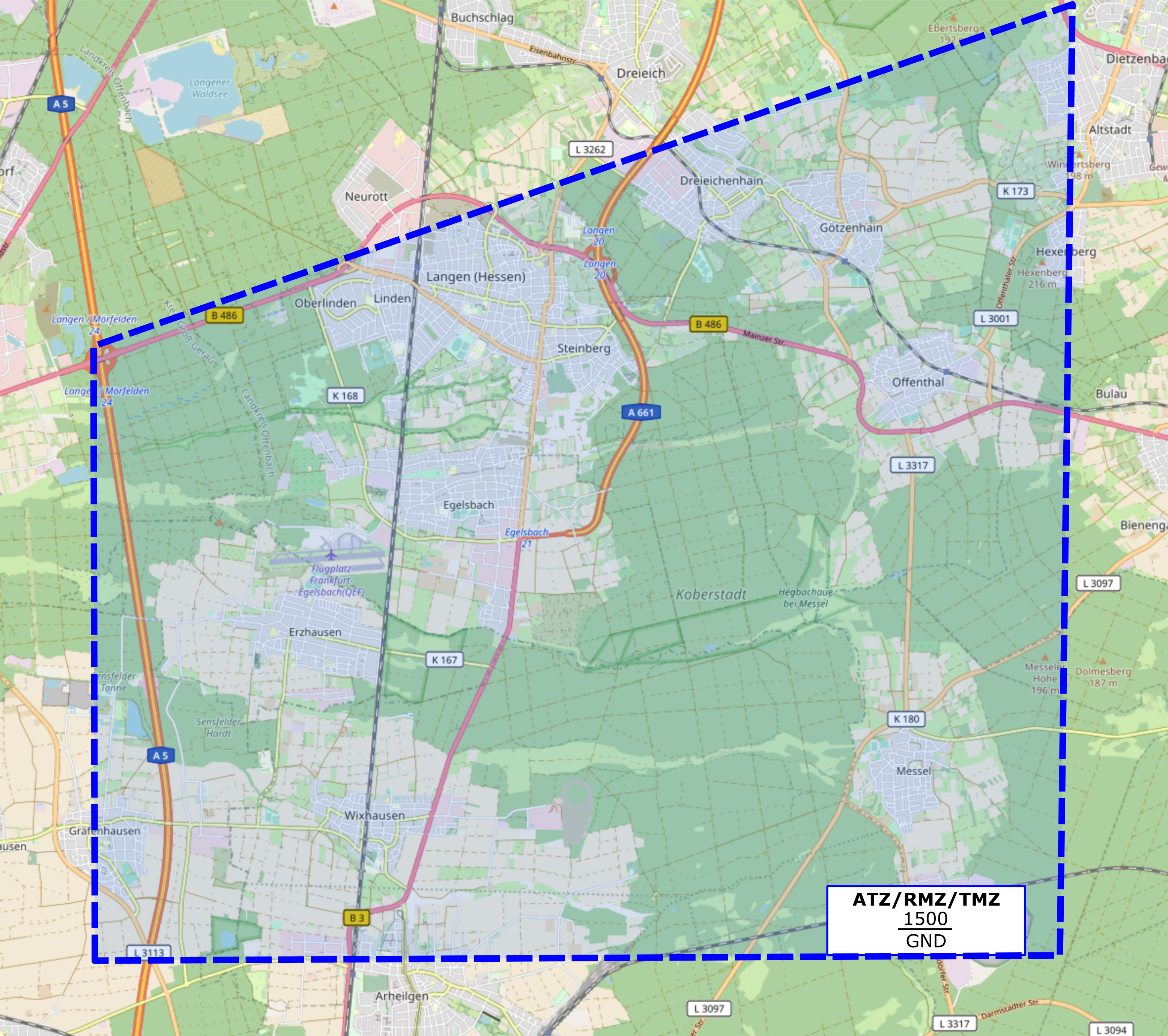
Aerodrome Traffic Zone (ATZ) um den Flugplatz Egelsbach, kombiniert mit Radio Mandatory Zone (RMZ) und Transponder Mandatory Zone (TMZ).
(Hinweis: Für Navigationszwecke bitte Kartenmaterial mit offiziellem Flugsicherungsaufdruck verwenden.)

Als Aerodrome Traffic Zone (ATZ, Flugplatzverkehrszone) bezeichnet man in der Luftfahrt einen Luftraum mit definierten Ausmaßen, der um einen Flugplatz herum eingerichtet wird, um den Flugverkehr in seiner Umgebung zu schützen. In eine ATZ darf nur zum An- oder Abflug des jeweiligen Flugplatzes eingeflogen werden, ein reiner Durchflug ist nicht zulässig.
Grundsätzlich gelten in einer ATZ die Regeln derjenigen Luftraumklasse, in der sich die Zone befindet. Einflüge in die ATZ sowie Starts und Landungen innerhalb der ATZ bedürfen hier allerdings einer Genehmigung durch die Flugverkehrskontrolle bzw. den Flugleiter. Die Zone existiert nur innerhalb der jeweils in der AIP veröffentlichten Dienstzeiten.

## Deutschland
In Deutschland übernimmt diese Aufgabe meist eine Kontrollzone. In seltenen Fällen kann aber auch hier eine ATZ eingerichtet werden, etwa um den Flugplatz Tannheim beim Tannkosh-Fly-In 2011.
Am Flugplatz Egelsbach wurde am 31. März 2016 eine ATZ dauerhaft eingerichtet. Um den Flugplatz Cochstedt wurde mit Wirkung zum 9. September 2021 eine Flugplatzverkehrszone eingerichtet.

## Vereinigtes Königreich
Im Vereinigten Königreich ist eine ATZ ein zylinderförmiger Luftraum, der bis in eine Höhe von 2000 ft über der Höhe des Flugplatzes reicht. Sein Radius beträgt in der Regel 2 NM, kann insbesondere bei Vorhandensein von Start- und Landebahnen mit einer Länge von mehr als 1850 m auch 2,5 NM betragen.